# ألغام شمال إفريقيا
هذا المقال يحاول استعراض مشكلة الألغام في شمال أفريقيا وكيفية معالجة الدول المتضررة لهذا المشكلة.

## الخلفية التارخية
- بدأت الحرب في شمال أفريقيا في 10 يونيو 1940 بإعلان إيطاليا الحرب على بريطانيا وفرنسا ضمن أحداث الحرب العالمية الثانية، وبعد تقدم طفيف للقوات الإيطالية في الأراضي المصرية، قام البريطانيون بهجوم مضاد أسفر عن هزيمة الإيطاليين في معركة بيضافم مما حدا بالإيطاليين إلى طلب المساعدة من حلفائهم الألمان، فأرسل هؤلاء قوة صغيرة سميت بالفيلق الأفريقي مما عقد الوضع العسكري للبريطانيين الذي لم يستطيعوا هزيمة الألمان والإيطاليين هزيمة نهائية إلا في معركة العلمين الأمر الذي مكنهم من إنهاء معركة شمال أفريقيا لصالحهم (بمساعدة الأمريكيين) في 13 مايو 1943.
- لكن معاناة سكان دول شمال أفريقيا لم تنته بانتهاء القتال، فلكي تعيق الدول المتحاربة من تقدم أعداءها، كانت تزرع الألغام من كافة الأنواع، لكنها لم تستخرج الألغام بعد انتهاء الحرب، ومما يزيد الأمر سوءاً أن الألغام لا تتناقص فعاليتها عبر الزمن، الأمر الذي يشكل خطراً على شعوب تلك المنطقة.
- لا أحد يعرف على وجه الدقة كم عدد الألغام التي خلفها هذا النزاع في شمال أفريقيا، لكننا يمكننا أن نأخذ فكرة من مذكرات إيرون رومل قائد القوات الألمانية – الإيطالية في شمال أفريقيا، إذ قال أن 80,000 لغم، أغلبها مضاد للأفراد، تم زرعها في خط البويرات (في ليبيا)، وينبغي القول هنا أن معركة البويرات (أو وادي زمزم) لم تكن من المعارك المهمة في الحرب مثل معارك العلمين، وطبرق، ومعارك الحدود الليبية المصرية.

## مصر
قدرت إحدى بعثات الأمم المتحدة إلى مصر عدد الألغام في الصحراء الغربية بـ 19.7 مليون لغم. وفي يونيو عام 1997 أكد اللواء إبراهيم عبد الفتاح، مدير سلاح المهندسين في القوات المسلحة المصرية، في لقاء له مع جريدة الشعب المصرية أن عدد آخر الإحصاءات المتوفرة عن المصابين تشير إلى أن إجمالي عدد الضحايا بلغ 8301 من المدنيين، والعسكريين، منهم 7611 مصاباً، و 690 قتيلاً.

## ليبيا

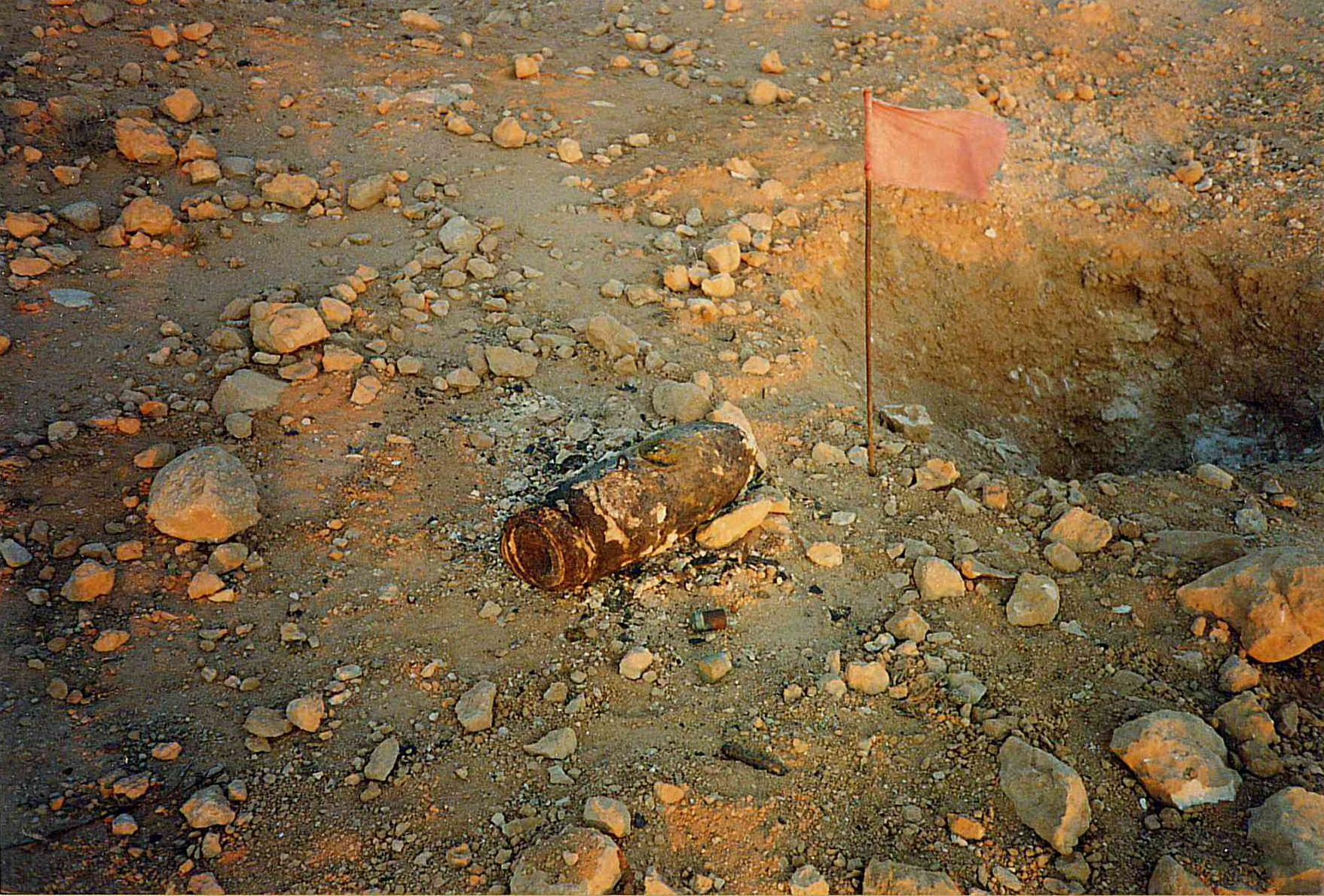
قذائف بالقرب من بئر حكيم (1990)

يشير الكتاب الأبيض الذي أصدرته الحكومة الليبية عام 1981، أنه في كل سنة بدءاً من سنة 1939 (قبل الحرب) إلى سنة 1975 كان هناك ضحايا من انفجار مخلفات الحرب في ليبيا لكل مخلفات الحرب (ومن بينها الألغام) باستثناء سنتي 1969، و1970. وتحمل سنة 1945 السجل الأكثر دموية وهو 130 قتيلاً. تواجه ليبيا أيضاً تركة ثقيلة من الألغام من أيام الحرب اليبية المصرية عام 1977، كما زرع نظام العقيد القذافي أثناء الحرب الأهلية الليبية عام 2011 الألغام البلاستيكية لإعاقة تقدم الثوار.

## تونس
لا يملك كاتب المقال أرقاماً محددة عن تونس، ولكننا يمكن أن نحصل على فكرة عن مدى انتشار الألغام هناك من أحد الكتب التي تروي في 30 جزءاً قصة الحرب العالمية الثانية، فمثلاً يقول أحد النصوص: «في 17 مارس [1943] استولي [الجنرال باتون] على قفصة... في 8 أبريل... التحق بالجيش الثامن [البريطاني] وعلى يساره الفيلق التاسع عشر الفرنسي... لكن لم يكن أي منهما قادر قطع الطرق على الإيطاليين المتراجعين نحو النفيضة عبر صفاقس وسوسة وهذا بسبب وجود العدد الكبير من الألغام التي وضعها الخبراء الألمان والإيطاليون، والتي قتل أحدها في 6 أبريل... الجنرال إدوارد ويلفرت Welvert ، قائد فرقة»قسطنطينة «الآلية بينما كان يستعد للدخول على القيروان». ويقوم الجيش التونسي في الوقت الحالي باستخراج ما بين 200 على 300 لغم في السنة.

## الجهود الدبلوماسية
على الرغم من أن دول شمال أفريقيا تعاني من نفس المشكلة، لكنها لم توحد جهودها الدبلوماسية قط للمطالبة من الدول المتحاربة ألمانيا وإيطاليا وبريطانيا نزع الألغام، والتعويض عن أضرار الحرب. فبينما تعمل مصر وليبيا متفرقتين، وقعت تونس في ديسمبرعام 1997 على اتفاقية أوتاوا لمنع استخدام الألغام الأرضية، لكن هذا التوقيع لن ينقذ وحده شعب تونس من خطر الألغام.